# Jean V de Créquy
Pour les articles homonymes, voir Famille de Créquy et Créquy (homonymie).
Jean V de Créquy, né entre 1395 et 1397, fut seigneur de Créquy, de Fressin, et de Canaples mais également chevalier de l'ordre de la Toison d'or (24e brevet en 1430 lors de la première promotion de l'Ordre), chambellan et conseiller du duc de Bourgogne, Philippe le Bon.

## Biographie
Jean V de Créquy était fils de Jean IV (v. 1366-1411), seigneur de Créquy, de Fressin et de Canaples, et de Jeanne de Roye (v. 1375-1434).
Il fut au service du duc de Bourgogne Philippe III le Bon. Il prit part à la défense de Paris contre Jeanne d'Arc en 1429, et fut ambassadeur d'Aragon et de France.
Il a construit ou reconstruit le château de Fressin au milieu du XVe siècle. Le château a été détruit par Balthazar de Fargues, autoproclamé gouverneur de Hesdin, en 1658
Il épousa en 1446 Louise de La Tour d'Auvergne († 1469), fille de Bertrand V de La Tour d'Auvergne et de Jacquette du Peschin († 21/09/1473), et eut :
- Jacqueline (v.1457-1509)
- Jean VI (1458-1515)